# 夕凪號驅逐艦 (二代神風級驅逐艦)
夕凪號驅逐艦為日本帝國海軍所建造的神風級驅逐艦第九號艦，也是該級艦最後完工的。

## 艦史
夕凪號由佐世保海軍工廠建造，1925年4月24日完工。完工時名稱為第十七號驅逐艦，並納入一級驅逐艦的類別，1928年8月1日改名為夕凪。
太平洋戰爭後，本艦主要擔任船隊護航任務；參與戰爭為阿留申攻防戰、威克島攻防戰、薩沃島海戰、コロンバガラ島沖夜戦、奧古斯塔皇后灣海戰。1944年於呂宋海域Bojeador角東北被美軍潛艇大魣鱼號(USS Picuda SS-382)擊沉。